# ECLIPSE (ブランド)
ECLIPSE（イクリプス）は、デンソーテン（旧・富士通テン）の車載用AV機器（カーナビゲーション、カーオーディオ）、および家庭用音響機器（ホームオーディオ）のブランド名である。それまでの「Biyo（バイヨ）」シリーズに代わって1988年に登場。「他の追随を許さず、すべてを凌駕する凄まじい炎」をイメージしてイクリプスとネーミングされた。
他メーカーに先駆けてインダッシュタイプのオーディオ一体型ナビ(AVN)を開発、販売し、純正カーナビもOEM供給している。
AVNは、Audio,Visual,Navigationが一体型になっているだけではなく、トータルでのサービス提供を実現する「All in One」をコンセプトとしている製品である。また、「AVN」は日本・米国他10ヶ国において商標登録している。

## 歴史
- 1955年　市販用カーラジオを製造開始。
- 1956年　タクシー用無線機の製造開始。
- 1959年　日本初のオールトランジスタカーラジオを発売開始。
- 1967年　日本初の8トラック方式カーステレオを発売。
- 1980年　テンAVMシステム発売。
- 1988年　米国市場向けにカーオーディオの新シリーズ「ECLIPSE」発売。
- 1989年　世界初の車載用DSPサウンドプロセッサを開発、カーオーディオの新シリーズ「αシリーズ」発売。
- 1991年　最高級カーオーディオ「Sound Monitor」発売。
- 1995年　国内市販市場向けにカーオーディオの新シリーズ「ECLIPSE」発売。
- 1997年　カーナビゲーションとオーディオビジュアルを2DINサイズに集約した「AVN」発売。
- 2000年　「ECLIPSE」をアジアで発売。
- 2001年　タイムドメイン理論を用いたホーム用卵型スピーカーとパワーアンプ「ECLIPSE TD」発売。
- 2002年　世界初、20GBハードディスクを2基搭載したカーナビゲーションシステム発売。
- 2004年　「AVN」を米国・中国にて「ECLIPSE」ブランドで発売。また、世界初のTV/GPS一体型フィルムアンテナを開発。
- 2005年　世界初、「DUAL AVN」と「1DIN AVN」発売。「AVN」を欧州にて「ECLIPSE」ブランドで発売開始。
- 2006年　当時市販としては珍しかった録音機能付きのドライブレコーダーを発売。「AVN」をオーストラリアにて「ECLIPSE」ブランドで発売。
- 2008年　ドライブレコーダーを自動車メーカー向けに納入開始。
- 2010年　市販ナビとしては初めてトヨタのG-BOOKのサービスの一つである地図更新サービス「マップオンデマンド」に対応、同日より対応ナビを発売開始。[1]
- 2014年　つながるサービスコンセプト「Future Link」を発表、センター通信で地図が自動更新できるカーナビゲーションを発売。
- 2016年　ドライブレコーダーを内蔵したカーナビゲーション「録ナビ」発売。

## ラインアップ

### 現ラインアップ

#### カーナビゲーション
- AVNシリーズ　カーナビのオンダッシュ型は、両席エアバッグの展開を妨げると判断し、AV一体型にした。

#### ホームオーディオシステム
- ECLIPSE Home Audio Systems

#### その他
- フロントアイカメラ
- バックアイカメラ
- ドライブレコーダー

### 過去ラインアップ

#### カーナビゲーション
- ポータブルナビゲーションシステム

#### カーオーディオ
- Eシリーズ
- Sound Monitorシリーズ

#### スピーカシステム
- Sound Monitorスピーカシリーズ

### 歴代ECLIPSEレディ
全日本ツーリングカー選手権（JTCC）時代
- 石黒都記子（1997年）
- 西智子（1997年）

全日本GT選手権時代
- 大谷めぐみ（1999年～2001年）
- 藤堂ユカリ（2000年）
- 若菜香里（2001年）
- 青柳玲麻（2002年～2004年）
- 日山亜由美（2002年～2003年）
- 萩原美由紀（2004年）
- 横須賀まりこ（2004年）

SUPER GT時代
- 大石れいな（2005年）
- 松本さゆき（2005年）
- 倉橋沙由梨（2005年）
- 相川友希（2006年～2008年）
- 河合洋美（2006年～2008年）
- 三木彩加（2008年GT最終戦のみ参加）